# John Gardner Wilkinson
John Gardner Wilkinson   (Buckinghamshire i Little Missenden, 5 d'octubre de 1797 - Llanymddyfri, 29 d'octubre de 1875) fou viatger, escriptor i un cèlebre pioner anglès de l'egiptologia del segle xix. És citat sovint com "el pare de l'egiptologia britànica".

## Biografia
Wilkinson va néixer a Little Missenden, Buckinghamshire. El seu pare era clergue de Westmoreland, el Reverend John Wilkinson, entusiasta aficionat de les antiguitats. Wilkinson va heretar una modesta renda dels seus pares, morts primerencament. Enviat pel seu tutor a la Harrow School en 1813, i més endavant a l'Exeter College d'Oxford en 1816. Tot i que no es va graduar, per la seva mala salut, va decidir viatjar a Itàlia, on el 1819 va conèixer l'antiquari sir William Gell i va decidir estudiar egiptologia.
Va viatjar a Egipte l'octubre de 1821, amb 24 anys, i es va quedar al país durant dotze anys. Durant la seva estada, va visitar cada lloc conegut de l'antic Egipte, va copiar i registrar hàbilment inscripcions i pintures, amb gran talent, i va compilar nombroses anotacions.
En 1833 va tornar a Anglaterra per motius de salut, va ingressar en la Royal Society en 1834, i va decidir editar les seves investigacions en múltiples publicacions. El 1835 va publicar The Topography of Thebes and General View of Egypt. La seva obra més significativa va ser sobre els costums dels egipcis antics, Manners and Customs of the Ancient Egyptians, publicat en tres volums en 1837, i il·lustrat posteriorment per José Bonomi, considerat el millor treball general de la cultura i història egípcia antiga durant mig segle. Aclamat per aquesta publicació va ser considerat el primer egiptòleg britànic.
Va tornar a Egipte en 1842, i va contribuir amb un article titulat Survey of the Valley of the Natron Lakes al Journal of the Geographical Society, en 1843. En aquest mateix any va publicar una edició revisada i ampliada de la seva Topography, titulada Moslem Egypt and Thebes, l'Egipte musulmà i Tebas.
Wilkinson va viatjar a Montenegro, Bòsnia i Hercegovina durant 1844, i va explicar les seves observacions en Dalmatia and Montenegro publicades en 1848, en dos volums.
Visita per tercera vegada Egipte, en 1848-1849, seguit per una visita final a Tebes en 1855. Després Wilkinson va tornar a Anglaterra on va investigar les antiguitats de Cornualla i va estudiar zoologia.
Wilkinson va morir a Llandovery, en 1875, i va llegar a la seva vella escola les seves col·leccions, amb un catàleg elaborat en 1864.
Els escrits de Wilkinson es custodien a la Bodleian Library d'Oxford, i són documents inestimables de l'antic estat de molts monuments egipcis (1821-1856), abans de l'adveniment del turisme i els col·leccionistes. Molts llocs i monuments van ser danyats o dispersats posteriorment, per la qual resulten de gran importància els treballs de Wilkinson.

## Publicacions
- Materia Hieroglyphica, 1828.
- The Topography of Thebes and General View of Egypt, London, 1835.
- Manners and Customs of the Ancient Egyptians, including their private life, government, laws, arts, manufactures, religió, agriculture, and early history, derived from a comparison of the paintings, sculptures, and monuments still existing, with the accounts of ancient authors (sis volums), 1837-1841.